# Rhamphus pulicarius

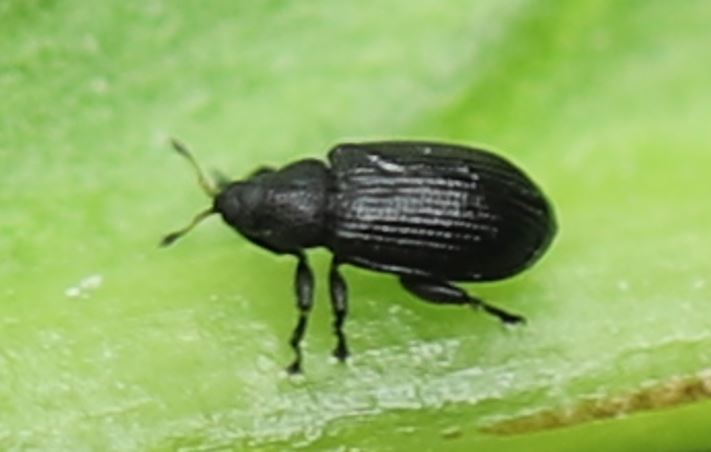

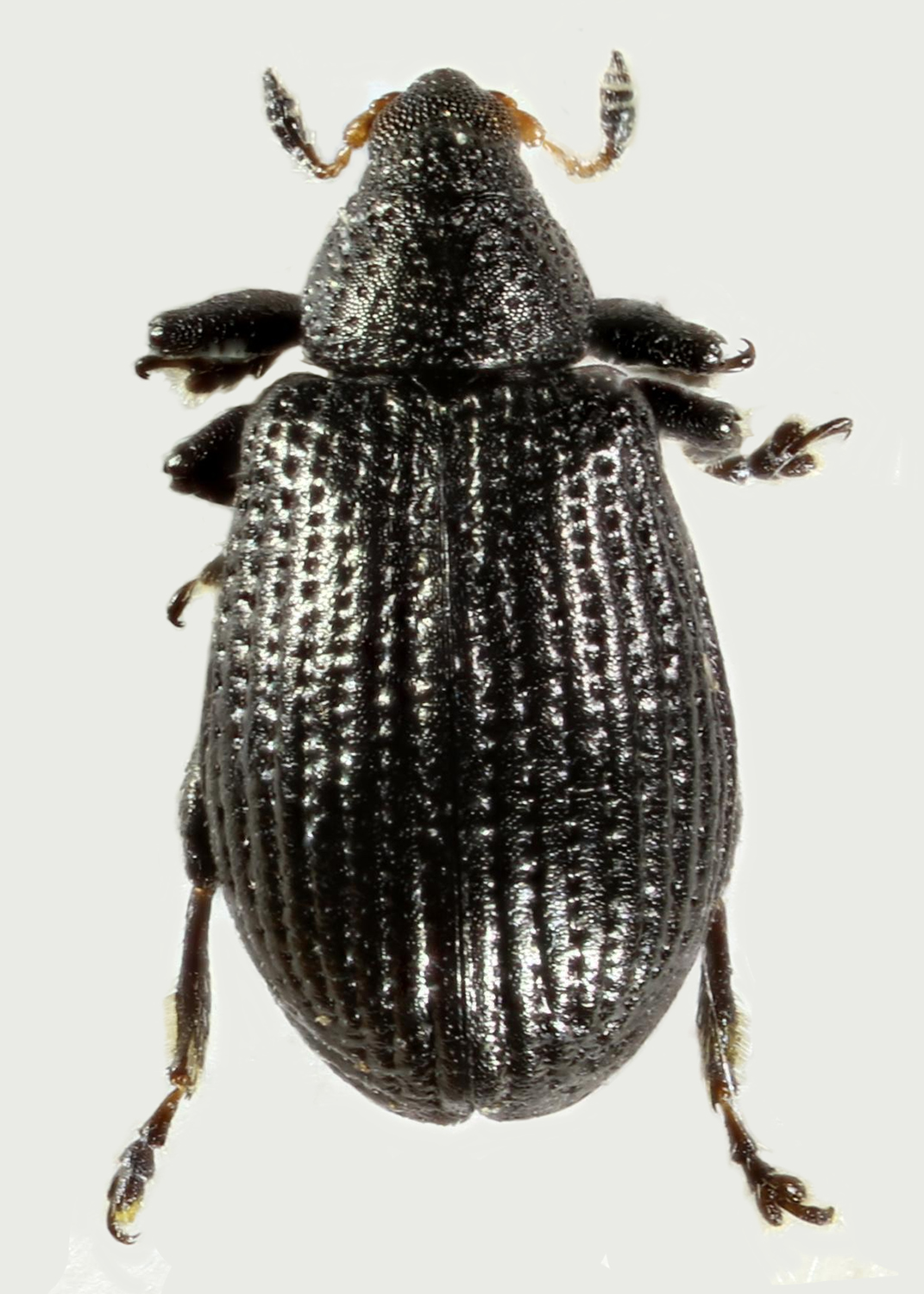
Präparat

Rhamphus pulicarius ist ein Käfer aus der Familie der Rüsselkäfer (Curculionidae). Die zugehörige Gattung Rhamphus ist in Europa mit fünf Arten vertreten. Rhamphus pulicarius wird der Untergattung Rhamphus zugeordnet. Die Art wird auch als „Birken-Minierrüssler“ bezeichnet.

## Merkmale
Die Käfer sind 1,2–2 mm lang. Die schwarzen Käfer besitzen eine länglich-ovale Gestalt. Die Fühler befinden sich an der Rüsselbasis. Die beiden basalen Fühlerglieder sind vergrößert. Die basalen Geißelglieder sind hellgelb. Die apikalen Fühlerglieder sind meist verdunkelt. Am Fühlerende befindet sich eine Keule. Die Facettenaugen stoßen an der Oberseite des Kopfes aneinander. Der Halsschild ist knapp hinter der Mitte am breitesten und verengt sich nahe der Basis. Die Flügeldecken weisen deutliche Punktreihen auf. Die Klauen sind ungezähnt. Die ovalförmige, flache Larve ist gelb-orange gefärbt.

## Verbreitung
Die Art ist in Europa weit verbreitet. Das Vorkommen reicht von Fennoskandinavien und den Britischen Inseln im Norden bis nach Nordafrika. Auf der Iberischen Halbinsel fehlt die Art offenbar.

## Lebensweise
Die Rüsselkäferart nutzt folgende Wirtspflanzen: die Zwerg-Birke (Betula nana), die Hänge-Birke (Betula pendula), die Moor-Birke (Betula pubescens), den Gagelstrauch (Myrica gale), die Silber-Pappel (Populus alba), die Schwarz-Pappel (Populus nigra), die Zitterpappel (Populus tremula) sowie verschiedene Weiden-Arten, darunter die Silberweide (Salix alba). Die Art bildet eine Generation im Jahr. Die adulten Käfer erscheinen im April und man beobachtet sie bis Anfang September. Sie fressen im Frühjahr vor der Eiablage kleine Löcher in die Blätter der Wirtspflanzen (Reifefraß). Die Larven beobachtet man insbesondere in den Monaten August bis Oktober. Sie minieren in den Blättern der Wirtspflanzen. Die kleinen Minen befinden sich an der Blattoberseite. Häufig trifft man mehrere minierende Käferlarven im selben Blatt an. Die Larven überwintern in den auf den Boden gefallenen Blättern und verpuppen sich im Frühjahr in der Blattmine. Die Käfer klappen ihren Rüssel gewöhnlich unter ihren Kopf. Bei Gefahr können sie unvermittelt wegfliegen.

## Gefährdung
Die Art gilt in Deutschland als ungefährdet.